# António Pereira de Paiva e Pona
António Pereira de Paiva e Pona (Lisboa, 26 de janeiro de 1849 — Lisboa, 2 de setembro de 1899) foi um médico-naval, grande viajante e linguista, autor de várias obras literárias e científicas, que se notabilizou no campo dos estudos ultramarinos e orientalistas. Viveu grande parte da sua vida no Porto.

## Biografia
António Pereira de Paiva e Pona nasceu na freguesia da Lapa, em Lisboa, filho de Joaquim Pereira de Paiva e Pona, proprietário e negociante em Lisboa e no Porto, mas originário de Suçães, Mirandela, Trás-os-Montes. Terminado o ensio secundário em Lisboa, no ano letivo de 1870-1871, frequentou o Curso Superior de Letras, onde foi aluno do arabista Augusto Soromenho. Contudo, não terá passado dessa primeira matrícula, pois mudou-se para o Porto onde cursou a Escola Médico-Cirúrgica do Porto. Terminado o curso médico, no ano de 1883 ingressou como oficial-médico na Marinha de Guerra Portuguesa. Já nesta época o seu interesse pelas questões africanas levou a que tenha escolhido para tese do seu curso de medicina e cirurgia um estudo que intitulou Geomedicina - Considerações sobre a necessidade da sua aplicação às colónias portuguesas. Ainda estudante no Porto, já era assíduo colaborador do jornal Actualidades.
Desde cedo se dedicou à escrita, com artigos publicados em revistas, como O Instituto de Coimbra (entre 1879 e 1880) e A Arte Portugueza: revista mensal de bellas-artes (sobretudo entre 1882 e 1884), bem como colaboração vária na imprensa periódica. Já como médico-naval de 1.ª classe, participou em diversas missões nos territórios do império colonial português, sobretudo em África, o que o levou a dedicar-se aos estudos ultramarinos e à história da relação entre Portugal e os povos africanos. Interessou-se também pelas expedições africanas, então em grande expansão.
Foi um dos co-autores da obra Plutarcho portuguez: colecção de retratos e biographias dos principaes vultos historicos da civilisação portugueza, publicada no Porto em 1881.
A partir de 1880 foi sócio da Sociedade de Geografia de Lisboa, instituição onde travou amizade com Luciano Cordeiro e estreitou contacto com os exploradores Roberto Ivens e Hermenegildo Capelo, também eles oficiais da Armada. Desta relação nasceu a possibilidade de colaborar na elaboração da obra De Angola á Contra-Costa (1886), o relatório da aventurosa travessia africana daqueles exploradores. A partir de então passou a publicar maioritariamente sobre questões africanas. Neste campo, o seu trabalho mais notável é o artigo sobre o Monomotapa, intitulado «Os campos d’ouro», publicado parcialmente num jornal do Porto e aparecido no Boletim da Sociedade de Geografia de 1890. O artigo foi traduzido para francês, no ano seguinte, pelo vice-cônsul de Portugal em Cádiz, António de Portugal de Faria (1868-1937), o que lhe permitiu ampla divulgação europeia.  Participou em muitas missões de soberania como médico da Armada, o que lhe permitiu percorrer por várias vezes o império colonial português. De todas as suas viagens fez relatos detalhados, utilizando muitas vezes um tipo de estenografia que inventou, de que fez mesmo um manual, que lhe permitia escrever mais rapidamente.
O seu estudo sobre o Império do Monomotapa foi um dos temas que Paiva e Pona preparou para o X Congresso Internacional de Orientalistas, que se pretendeu realizar em Lisboa no ano de 1892. Embora o evento não tenhaocorrido, o trabalho foi publicado pela Imprensa Nacional sob os auspícios da Sociedade de Geografia de Lisboa com o título Dos Primeiros Trabalhos dos Portugueses no Monomopata: o padre D. Gonçalo da Silveira, 1560. A par deste texto mais extenso, preparou e publicou no Boletim da Sociedade de Geografia uma tradução parcial das viagens do veneziano Aluigi di Giovanni, contidas na obra compilada por Antonio Manuzio (1511-c. 1559) e publicada pela tipografia que fora de seu pai, Aldo Manuzio, em Veneza no ano de 1543, com o título Viaggi fatti da Vinetia, alla Tana, in Persia, in India, et in Costantinopoli : con la descrittione particolare di città, luoghi, siti, costumi, et della Porta del gran Turco: & di tutte le intrate, spese, & modo di gouerno suo, & della ultima impresa contra Portoghesi, a que deu o título de «Duas viagens de Aluigi de Giovanni, veneziano, a Calecut, nos annos de 1529 a 1532».
Esta tradução dá conta da presença portuguesa na Ásia de Quinhentos a partir de episódios que fazem originalmente parte da coletânea de viagens de autores italianos organizada por Antonio Manuzio. Sete anos antes, em 1885, Paiva e Pona traduzira o texto anónimo Viaggio et impresa che fece Soleyman Bassà del 1538 contra Portoghesi per racquistar la città di Diu in India, último da compilação de Manuzio, sob o título Expedição turca para a reconquista de Dio em 1538. Estas duas viagens, narradas na primeira pessoa, oferecem uma digressão memorialística, exibindo a primeira um dos primeiros relatos que se conhece relativos à presença de um italiano na Pérsia Safávida, no reinado de Ṭahmāsp I.
Nesse mesmo ano de 1892 publicou um artigo intitulado O clima de Tânger no tratamento da tísica pulmonar, ligado à sua formação médica e à dissertação que apresentara em 1882 à Escola Médico-Cirúrgica do Porto, tendo-se correspondido com José Daniel Colaço, cônsul português em Tânger, que no verão de 1883 o acolheu no seu lar na Serra de São João, naquela cidade marroquina.
O nome de Paiva e Pona figurava como membro do comité executivo do malogrado  Congresso Internacional de Orientalistas de Lisboa, na qualidade de secretário, sendo, na altura, vice-presidente da secção de Geografia Histórica da Sociedade de Geografia de Lisboa. Na sua carreira militar, em 1893 foi nomeado subdirector do Hospital da Marinha.
Paiva e Pone foi uma das personalidades que elaboraram pareceres sobre a questão do meridiano universal, defendendo que o mesmo deveria ser o meridano do Pico do Pico, nos Açores, proposta que não mereceu acolhimento, sendo antes escolhido o meridiano do Observatório de Greenwich. O parecer de Paiva e Pona foi oferecido à Sociedade de Geographia Commercial do Porto. 
António de Paiva e Pona foi um erudito, um grande viajante e um poliglota ou, mais do que isso, um eminente linguista. Os seus conhecimentos de latim e de marata, por exemplo, permitiram-lhe colaborar com o Guilherme de Vasconcelos Abreu, o primeiro professor de sânscrito em Portugal, numa tentativa de interpretação fonética dos caracteres daquela língua. Tinha uma energia notável que, aliada aos seus dotes linguísticos e de inteligência, à sua vasta cultura e excelente memória, lhe permitiram deixar uma vasta herança intelectual. Possuía além disso uma grande robustez física, mas viria, no entanto, a padecer do mal de Bright, condição que em 1897 o impediu de continuar a viajar e de que viria a falecer dois anos mais tarde, com 50 anos de idade.
Foi membro da Sociedade de Geografia de Lisboa, em cujo Boletim publicou vários artigos, da Sociedade de Geografia Comercial do Porto (1880) e da Sociedade Portuense de Geografia (1880). Em 1896 recebeu o grau de cavaleiro da Real Ordem Militar de São Bento de Avis e em 1897 foi agraciado com a Medalha de Prata de Comportamento Exemplar. 

## Obras
Entre as suas obras publicadas, tem destaque a sua tradução da Bíblia Popular Ilustrada do Abade Drioux, publicada em 1881, a tradução do romance Paulo e Virgínia, de Bernardin de Saint-Pierre, publicado em 1883, a elaboração de uma biografia do Infante D. Henrique (1894), integrada nas comemorações do VI centenário do seu nascimento, e o interessante trabalho, editado em Lisboa, pela Imprensa Nacional, em 1892, intitulado Dos Primeiros Trabalhos dos Portugueses no Monomotapa : o padre D. Gonçalo da Silveira, 1560. Um esboço desta obra sobre o Monomotapa já tinha sido publicado em 1889, no Boletim da Sociedade de Geografia de Lisboa, artigo publicado em 1891, em francês, em tradução de António de Portugal de Faria, com o título Les Champs d’Or. Esta monografia foi preparada em 1892 para ser presente à 10.ª sessão do Congresso Internacional de Orientalistas, que se pretendia realizar em Lisboa. A obra inclui um relato da chegada dos portugueses à costa oriental de África, o mapeamento das viagens de Vasco da Gama naquelas paragens em 1498 e 1501, bem como as informações ali colhidas, as descrições de Simão Botelho das fortalezas de Sofala e da ilha de Moçambique, notícias do Império do Monomotapa redigidas por Duarte Barbosa e informação da amizade existente entre Luís de Camões e o padre D. Gonçalo da Silveira, incluindo a transcrição das cartas acerca do Monomotapa escritas entre 1560 e 1562 por missionários jesuítas. Para além de volumosa colaboração em periódicos, é autor das seguintes obras:
- Geomedicina (considerações sobre a necessidade da sua applicação ás colónias portuguesas). Dissertação inaugural apresentada e defendida perante a Escola Médico-Cirúrgica do Porto. Porto: Typ. de Arthur José de Souza & Irmão. 1882.
- Dos Primeiros Trabalhos dos Portuguezes no Monomotapa: o padre D. Gonçalo da Silveira, 1560. Memória apresentada à 10.ª sessão do Congresso Internacional dos Orientalistas. Lisboa: Imprensa Nacional/Sociedade de Geografia de Lisboa, 1894.
- Talant de bien faire: o Infante D. Henrique. Biographia do Infante (com um desenho original do pintor Júlio Costa). Número único comemorativo das festas do V centenário do nascimento do Infante D. Henrique na cidade do Porto. Porto: Typ. Occidental.
- «Le percement de l’isthme de Panama au seizième siècle». Instituto: jornal científico e literário, 27 (9) (jul.-jun.): 444-452. 1882.
- «Esthetica do corpo humano». A Arte Portugueza: revista mensal de bellas-artes, n.ºs 5-6-7-8-9-11 (maio, junho, julho, agosto, setembro e novembro de 1884; e março de 1885).
- «Expedição turca para a reconquista de Dio em 1538». Boletim da Sociedade de Geographia de Lisboa, 9 (5.ª série): 529-537. 1890.
- «Os campos d’ouro». Boletim da Sociedade de Geographia de Lisboa, 9 (7): 335-362, 1892.
- «Geographia medica. O clima de Tanger no tratamento da tisica pulmonar». Boletim da Sociedade Portuguesa 11 (9): 651-669.
- Biblia Popular Illustrada do Abade Drioux (tradução [do francês] de António Pereira de Paiva e Pona). Porto: Empreza d’Obras Populares Illustradas, 1881.
- Duas viagens de Aluigi de Giovani, Veneziano, a Calecut nos annos de 1529 a 1532 (traduzido de Viaggi fatti da Vinegia alla Tana, in Persia, in India et in Costantinopoli, aldus de Aluigi di Giovanni. In Vinegia, MDXLIII, por Antonio Pereira de Paiva e Pona). Boletim da Sociedade de Geografia de Lisboa, 11 (9): 633-649, 1892.
- Paulo e Virginia (obra de Bernardin de Saint-Pierre; tradução de António Pereira de Paiva e Pona). Porto: Typ. José de Souza & Irmão. 1883.
- Les Champs d’Or (Afrique portugaise)  (tradução para francês de António de Portugal de Faria). Lisboa: Imprimerie de l’Académie Royale des Sciences, 1891.